# Верхотурье (Вологодская область)
Верхотурье — деревня в Бабушкинском районе Вологодской области.
Входит в состав Подболотное сельское поселение, с точки зрения административно-территориального деления — в Подболотный сельсовет.
Расстояние по автодороге до районного центра села имени Бабушкина составляет 113 км, до центра муниципального образования Кокшарки — 6 км. Ближайшие населённые пункты — Нефедово, Сумино, Исаково.
Население по данным переписи 2002 года — 42 человека (21 мужчина, 21 женщина). Всё население — русские.